# 河北雄安新区

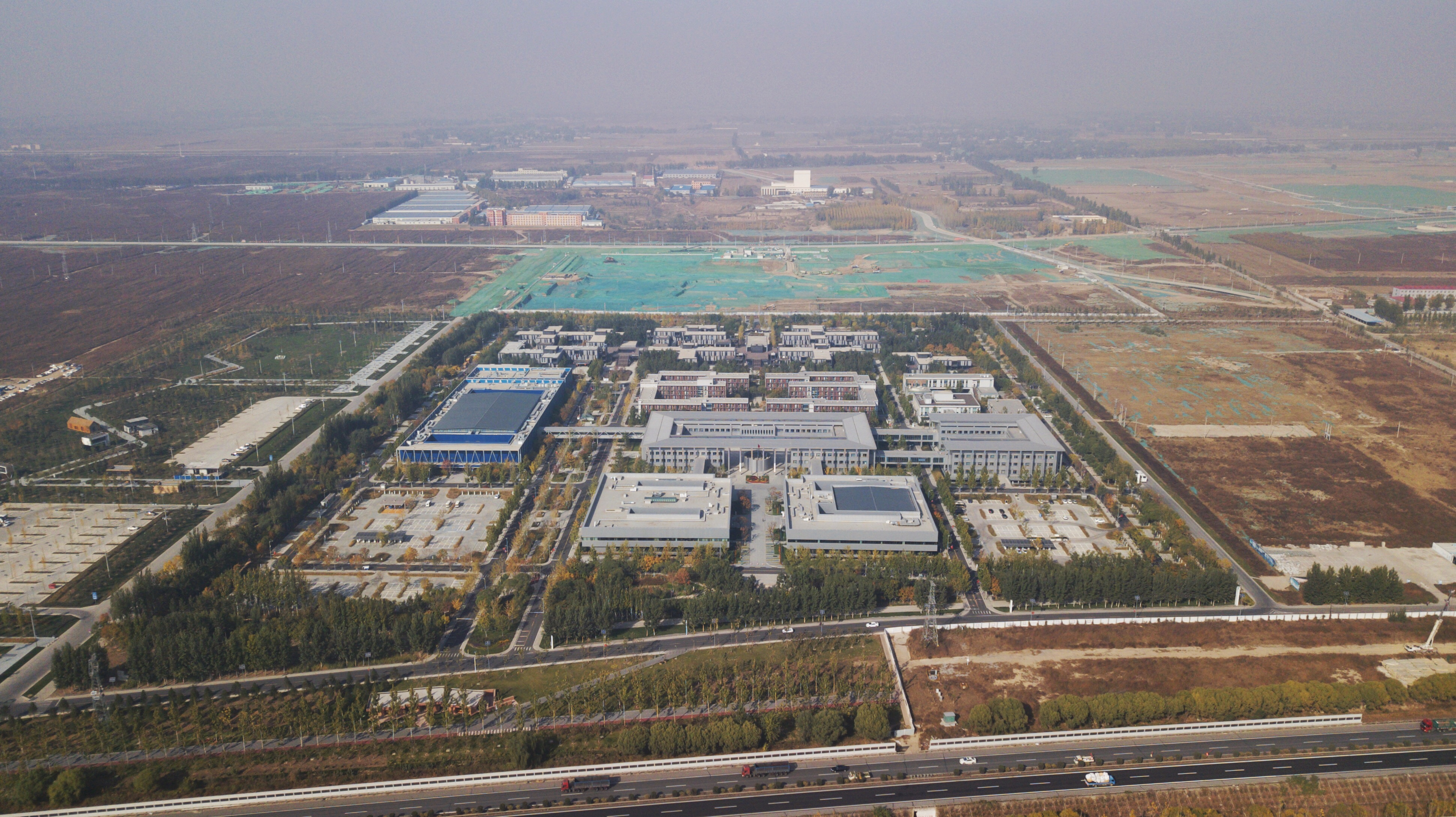
2019年10月底的雄安新区市民中心，该区域为雄安新区成立后第一处地标区域。容城以东5公里处，北邻荣乌高速

河北雄安新区是中国第19个国家级新区，也是首个由中共中央、国务院印发通知成立的国家级新区，位于河北省保定市东部，由雄县、容城县、安新县及其周边部分地区组成，於2017年4月1日正式成立。被官方定位为北京市非首都功能疏解集中承载地。

## 历史沿革

### 古代
考古资料显示雄安在7000年以前，就有人类在此繁衍生息，形成了比较稳定的古村落。容城境内遗址众多，包括新石器时代至商代“磁山文化”、“龙山文化”上坡遗址、东牛遗址、白龙遗址、午方遗址、北庄遗址，商、周时代晾马台遗址，燕国南阳遗址、黑龙口燕长城遗址。
夏朝雄县属有易氏，春秋时期，雄县为北燕之城。战国时期，雄县为燕国易邑地，安新初为燕国辖域，后为燕南赵北地，有葛城（今安州镇）、浑埿城、三台城。秦朝雄县属广阳郡，后属上谷郡，容城置县，名“桑丘”或“宜家”，安新为广阳、钜鹿两郡交壤地。西汉雄县属涿郡，容城设深泽侯国后改容城侯国；安新属高阳、容城辖城。东汉雄县属涿郡，永元二年改名河间国。三国时期雄县更名易城县，属河间郡，容城废入范阳国。晋朝时雄县属河间国，容城复名属范阳国。南北朝时期，雄县复易县名，后废入莫县，属高阳郡，容城废入范阳。隋朝雄县属涿州，后改涿郡，大业二年改属河间郡；容城改遒县属上谷郡。唐朝雄县入河北道，先后属幽州、莫州、范阳郡；安新置武昌县 ，后改为武兴县、唐兴县，先后属瀛州、易州、莫州，均为河北道；容城抗辽复名后改属雄州。五代时期雄县入燕，属涿州，后周置雄州，唐兴县（安新）后晋改宜川县，属莫州，容城属契丹易州。辽宋时期，雄县属辽国，宣和四年被宋收复，安新建顺安军，后升为安州、新安州，分置葛城县、渥城县；容城分属两国。金朝雄县设归信县属雄州，容城南北统一属雄州。元朝废雄州，归信县并入容城县，后雄州、归信县复置，与安州、新安县同属保定路。明朝废归信县入雄州，复置容城县，安州治新安县，均属保定府。清朝顺治沿用明置。

### 近代
民国初年废州治设县，安州与新安各取其名之首字合并为安新县，三县改属范阳道、保定道。抗日战争时期雄县属河北省第五督察区、冀中第五专区、冀中第十专区；容城属冀中行署4专区、晋察冀边区第十专区。末年建制恢复，雄县属河北省天津专区，容城县、安新属保定专区。

### 中华人民共和国成立后
中华人民共和国建立后，雄县改属保定专区。1958年，雄县、新城、涿县和涞水县东部地区合并，称涿县；安新与徐水、容城合为徐水县。1960年5月，专区与市合并，改属保定市。1961年—1962年，复置雄县、容城、安新县，属保定专区。1970年4月，专区改为地区，属保定地区。1994年，保定地市合并，雄县、容城、安新属保定市至今。

### 雄安新区
2014年2月26日，中共中央总书记习近平听取京津冀三省市汇报后，正式把“京津冀协同发展”定为国家重要战略，网络上随后出现诸如“保定将成为政治副中心”、“白洋淀市”、“白洋淀自贸区”之类的传言。当年3月26日出台的《河北省新型城镇化规划》虽然未提到“副中心”，但明确保定将疏解北京的首都機能（例如承接疏解北京的部分行政事业单位），并将保定定位为“畿辅节点城市”。
2015年2月10日，习近平在中央财经领导小组第9次会议审议研究《京津冀协同发展规划纲要》时，提出了“多点一城、老城重组”的构思，其中“一城”指研究在北京之外建设新城。4月2日和30日，习近平先后主持中共中央政治局常委会会议和中共中央政治局会议研究和审议《京津冀协同发展规划纲要》，提出要“深入研究论证新城问题”及“考虑在河北合适的地方进行规划，建设一座以新发展理念引领的现代化新城”。此后，由京津冀协同发展领导小组牵头，组织研究论证设立集中承载地有关工作。
2016年2月29日，国务院总理李克强召开国务院专题会议，提出对北京城市副中心和集中承载地的具体要求。3月24日，中共中央总书记习近平主持召开中共中央政治局常委会会议，同意定名为“雄安新区”；5月27日，中共中央政治局会议审议《关于规划建设北京城市副中心和研究设立河北雄安新区的有关情况的汇报》，“雄安新区”首次出现在汇报稿标题之中。此次会议原则通过《关于研究设立河北雄安新区的实施方案》，而雄安新区规划的具体编制工作随即在“高度保密”的情况下展开。
2017年2月23日，习近平前往河北省安新县调研，并主持河北雄安新区规划建设工作座谈会。
2017年4月1日，中共中央、国务院印发通知，决定设立河北雄安新区。通知中將此新區定位為“千年大计、国家大事”，“是继深圳經濟特區和上海浦东新区之后又一具有全国意义的新区”。新區主要任務是成为“北京非首都功能疏解集中承载地”。
2018年4月14日，《河北雄安新区规划纲要》获中共中央、国务院批复。12月25日，《河北雄安新区总体规划（2018—2035年）》获国务院批复。
2019年8月26日，国务院批复同意设立中国（河北）自由贸易试验区，其中包括设在雄安新区境内的雄安片区。
2021年起，雄安新区试行居住证和积分落户制度。7月29日，河北省第十三届人民代表大会常务委员会第二十四次会议通过《河北雄安新区条例》，条例规定雄安新区管理委员会是河北省人民政府的派出机构，参照设区的市人民政府行使行政管理职权，行使国家和河北省赋予的省级经济社会管理权限，条例在当年9月1日起正式实施。
2023年6月25日，雄安综合保税区正式获得国务院批复同意设立。
2023年12月27日，河北省人民政府同意雄安新区设立省级高新技术产业开发区，名称为河北雄安高新技术产业开发区，规划用地总面积952.7463公顷。

## 政治
| 中共河北雄安新区工作委员会（河北雄安新区管理委员会） | 中共河北雄安新区工作委员会（河北雄安新区管理委员会） |
| ---------------------------------------------------- | ---------------------------------------------------- |
| 党工委书记、管委会主任                               | 张国华                                               |
| 党工委副书记、管委会常务副主任                       | 吴波                                                 |

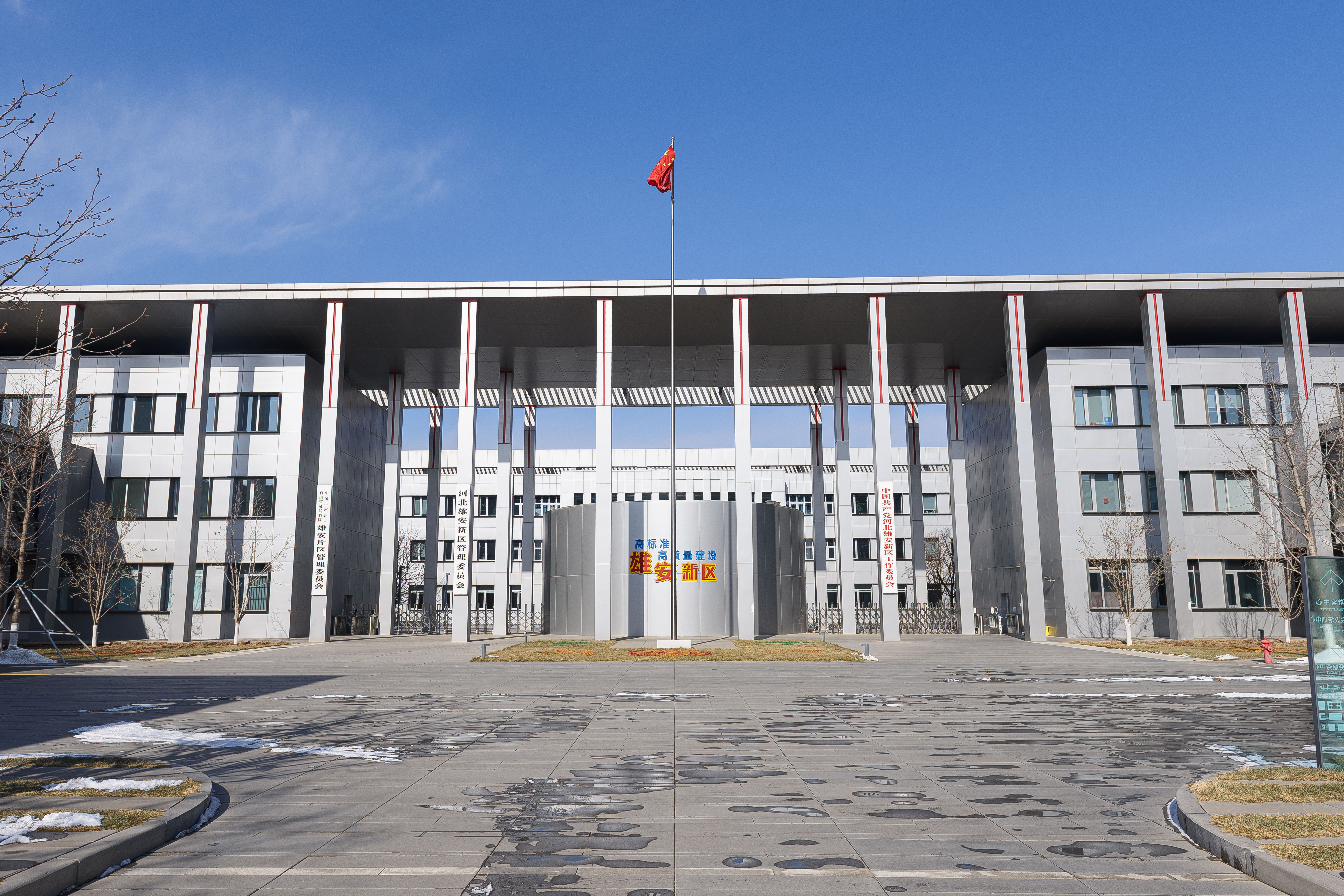
雄安新区管理委员会，位于雄安市民服务中心

2017年4月1日，中共河北省委、省政府成立雄安新区筹备工作委员会及临时党委（以下简称“两委”）。两委是雄安新区筹办工作的过渡性机构，经中共河北省委、省政府授权，负责“组织领导、统筹协调雄安新区开发建设管理全面工作，对雄安新区范围内政治、经济文化、社会、生态文明和党的建设，行使组建、协调、督导、服务职能”。由于雄安新区行政架构尚未建立，雄安两委实际承担起雄安新区筹办和日常行政工作。
2017年4月2日，在容城县召开的领导干部大会上，新区临时党委副书记党晓龙表示将“把管控工作作为头等大事来抓”“尤其是土地违法等方面”。会议同时宣布，根据省政府委托，临时党委将接管干部工作，并于4月2日起冻结人事变动。4月3日，雄安新区临时党委在容城县开始办公。据媒体报道，临时党委已整体租下一个酒店作为临时办公地点。
2017年6月21日，在河北省做好雄安新区规划建设群众工作会议上，河北省省长许勤宣读了《中央编办关于设立河北雄安新区管理机构有关问题的批复》，中央机构编制委员会办公室决定设立中共河北雄安新区工作委员会、河北雄安新区管理委员会，为省委省政府派出机构，负责组织领导统筹协调新区，开发建设管理全面工作，对雄县、容城、安新三县及周边区域实行托管。新区管委会同时受国务院、京津冀协同发展领导小组办公室指导。由陈刚任雄安新区党工委书记、管委会主任，刘宝玲任雄安新区党工委副书记、雄安新区管委会常务副主任。
建设初期，雄安新区党工委、管委会下设党政办公室、党群工作部、改革发展局、规划建设局、公共服务局、综合执法局和安全监管局。后增设公安局、生态环境局、税务局、气象局。
2019年1月4日，河北省第十三届人大常委会第八次会议通过任命刘光辉为河北雄安新区中级人民法院院长，纪志明为河北省人民检察院雄安新区分院检察长。雄安新区同两江新区、西咸新区等新区一样还只设有党工委、管委会，便已经设立了行政区所对应的法院与检察院。

## 行政区划与空间布局

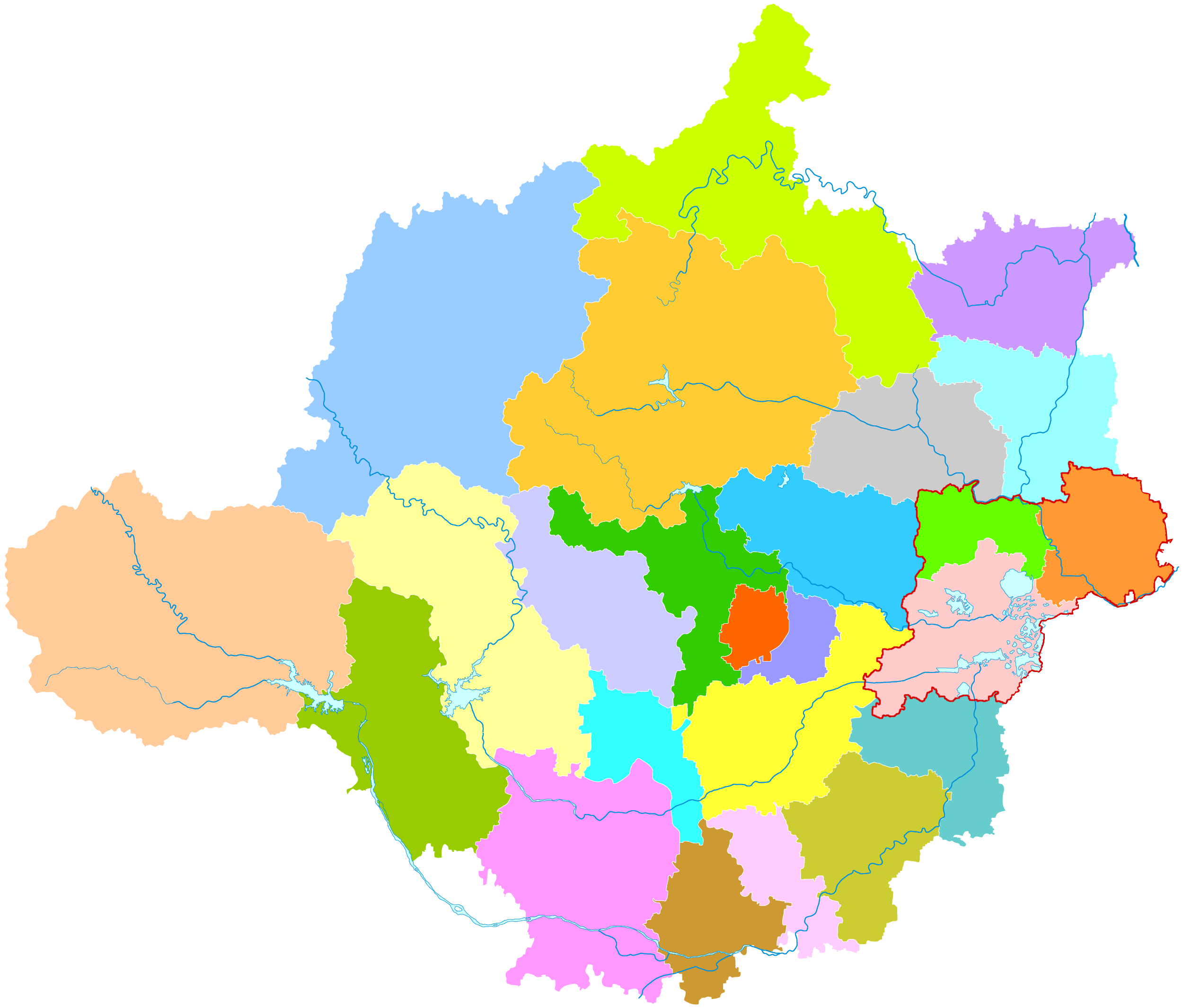
雄安新区在保定市的位置规划范围（红线圈出区域），新區坐落於保定市的東側

雄安新区规划范围包括河北省保定市雄县、容城、安新3县及周边部分区域（高阳县龙化乡和隶属于沧州市任丘市的鄚州镇、苟各庄镇、七间房乡），共1770平方公里。规划建设将以特定区域为起步区（面积约100平方公里）先行开发（其中先行规划建设20－30平方公里的启动区），中期、远期发展区面积分别约为200平方公里和2000平方公里。雄安新区将规划形成“一主、五辅、多节点”的新区城乡空间布局，“一主”为位于容城、安新两县交界区域的起步区，也是新区主城区，“五辅”为雄县、容城、安新县城及寨里、昝岗五个外围组团。起步区将按照“北城、中苑、南淀”的空间结构设计，形成“一方城、两轴线、五组团、十景苑、百花田、千年林、万顷波”的空间意象。自2019年6月，雄安新区启动区、起步区、雄安站枢纽片区、雄东片区、容东片区、容西片区、雄县、容城、安新、寨里、昝岗组团及安州、晾马台、朱各庄特色小镇、第五组团北片（启动区外）等控制性详细规划相继发布并在雄安设计中心开放公示，对城市治理、交通产业、公共服务等进行规划编制。

### “一主”
起步区：雄安新区主城区和先行建设区域，非首都功能疏解集中承载区，分北城（5个城市组团）、中苑和南淀3个片区，西依萍河、北靠荣乌高速旧线、东接白沟引河、南临白洋淀，规划面积约198平方公里，其中城市建设用地约100平方公里。其中第四组团及第五组团西部地区为启动区，位于起步区内部。
启动区：北至荣乌高速旧线，西至起步区第三组团，东至起步区第五组团中部，南至白洋淀，规划范围38平方公里，规划建设用地26平方公里。非首都功能疏解首要承载地 ，先行发展示范区、国家创新资源重要集聚区和国际金融开放合作区。 
起步区第五组团北片：启动区东侧，北靠荣乌高速旧线、东接白沟引河，总用地规模约31.14平方公里，规划建设用地约1445公顷，地上开发建筑面积约1595万平方米。

### “五辅”
雄安站枢纽片区：昝岗组团的重要组成部分，率先建设区域，站城一体发展示范区。以雄安站为核心，西临大营镇东照村，东接昝岗镇刘神堂村，北抵大营镇南大阳村，南跨昝岗镇梁神堂村，规划占地 4.9 平方公里。
雄东片区：先期建设的区域之一，产城融合创新城区。雄县县城东侧，西起京港台高铁防护绿带，东北至新盖房分洪道（涞河河谷），东南至油井风光绿带， 南至大清河防护绿带。规划范围用地面积约18平方公里，规划建设用地约12平方公里。
雄县组团：历史名城，温泉康养暖城。起步区东侧，西至大清河东堤，北至京雄城际动车所用地南侧红线，东至规划京港台高铁，南至大清河北堤，规划范围约14.80平方公里， 规划建设用地约10平方公里。
昝岗组团：站产城融合的非首都功能重要承载区，绿色创新发展示范区。北至米家务镇杨庄村和米西庄村，西至大营镇东照村，东至生态涵养林带，南至新盖房分洪道（涞河河谷）左堤。规划范围约35.5平方公里，规划建设用地约30平方公里。 其中雄安站枢纽片区位于昝岗组团内部。
容东片区：北至津保铁路，南至荣乌高速旧线，东至容城县张市村，西至容城县白塔村，规划面积12.7平方公里。开发建设先行区，以生活居住功能为主的综合性功能区。
容西片区：北至津保铁路，南至荣乌高速旧线，西至规划慧谷路北，东至龙台路北，规划面积 7.8平方公里，规划建设用地7.2平方公里。以生活居住功能为主的综合城区。
容城组团：北至津保铁路，南至荣乌高速旧线，西至大水大街，东至白塔村东边界规划路，规划范围15.43平方公里，规划建设用地11.37平方公里。产城融合、职住平衡、设施完善的现代化城区。
安新组团：北至大张庄排干渠，东界及南界至新安北堤，西至起步区边界，规划范围约23平方公里，规划建设用地8平方公里。以休闲创意为特色的宜居旅游水城。
寨里组团：北至黑龙口村北边界，南至三合村北边界，西起现状杨孟庄排渠，东至萍河右岸河堤，规划面积16.4平方公里，规划建设用地12平方公里。与起步区协调发展的创新发展示范区。

### “多节点”

#### 特色小镇
安州特色小镇：新区西南部、淀中半岛中部，规划总用地规模6.87平方公里，规划建设用地约3.99公顷，地上开发建筑面积约337万平方米。
晾马台特色小镇：智能创新城市建设试点，起步区东北部，西邻容东片区，北至南水北调工程天津干渠和兰沟河（尾水渠），南至津保铁路生态廊道，东至规划区域骨干道路，西至南剧、北剧村东，规划面积约4.8平方公里，规划建设用地约 3.2 平方公里。 
朱各庄特色小镇：中国（河北）自由贸易试验区，北至 042省道，南至保静公路以北约100 米处，东至 042省道与雄东E1路交叉口区域，西至雄白连接线以西约650米处，总用地面积约2.40平方公里，其中综合保税区选址范围约0.63平方公里。

#### 美丽乡村
邵庄子村：安新县圈头乡北端，白洋淀内部的纯水村，78个淀中村的首个整治与提升示范村,2022年度河北省美丽休闲乡村。
王家寨村：安新县安新镇纯水村，自北宋防辽驻军，有千年村史，雁翎队发祥地，被誉为“淀中翡翠”，2022年度河北省美丽休闲乡村。

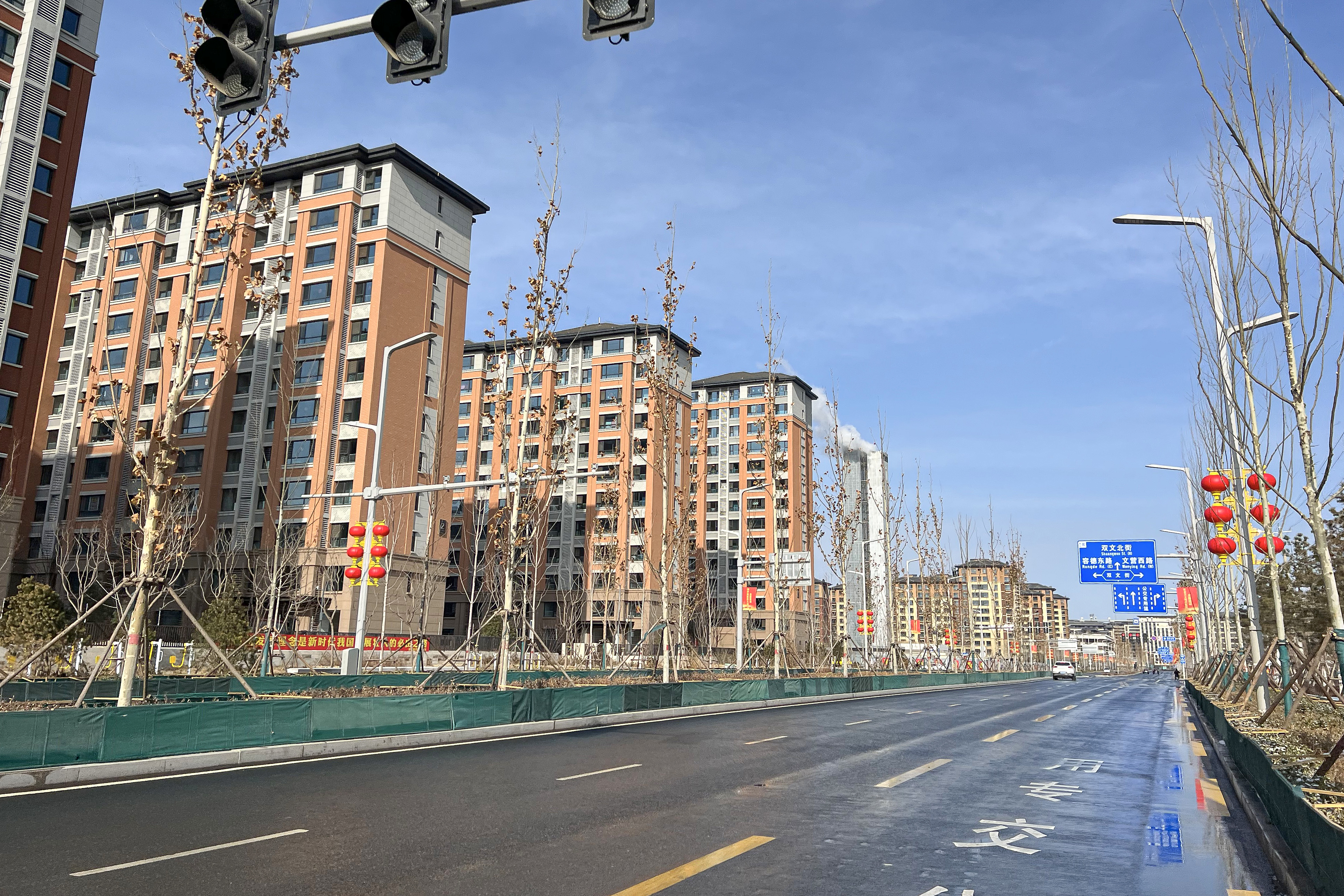
容东片区为雄安新区先期启动建设的片区之一

| 地图                      | 地图     | 地图     | 地图              | 地图          | 地图                  |
| ------------------------- | -------- | -------- | ----------------- | ------------- | --------------------- |
| 白洋淀 安新县 雄县 容城县 |          |          |                   |               |                       |
| 行政区划                  | 行政区划 | 行政区划 | 面积 （平方公里） | 人口 （萬人） | 生產總值 （亿人民幣） |
| 雄安新区                  | 雄安新区 | 雄安新区 | 1770              | 120.54        | 218.36                |
| 保定市                    | 安新县   | 安新县   | 724               | 45.37         | 57.82                 |
| 保定市                    | 雄县     | 雄县     | 513               | 47.86         | 101.14                |
| 保定市                    | 容城县   | 容城县   | 314               | 27.32         | 59.4                  |
| 保定市                    | 高阳县   | 龙化乡   | 51.4              | 3.1           | 由安新县托管          |
| 沧州市                    | 任丘市   | 鄚州镇   | 58.2              | 2.91          | 由雄县托管            |
| 沧州市                    | 任丘市   | 苟各庄镇 | 60.3              | 3.16          | 由雄县托管            |
| 沧州市                    | 任丘市   | 七间房乡 | 52.2              | 2.94          | 由雄县托管            |

## 承接疏解

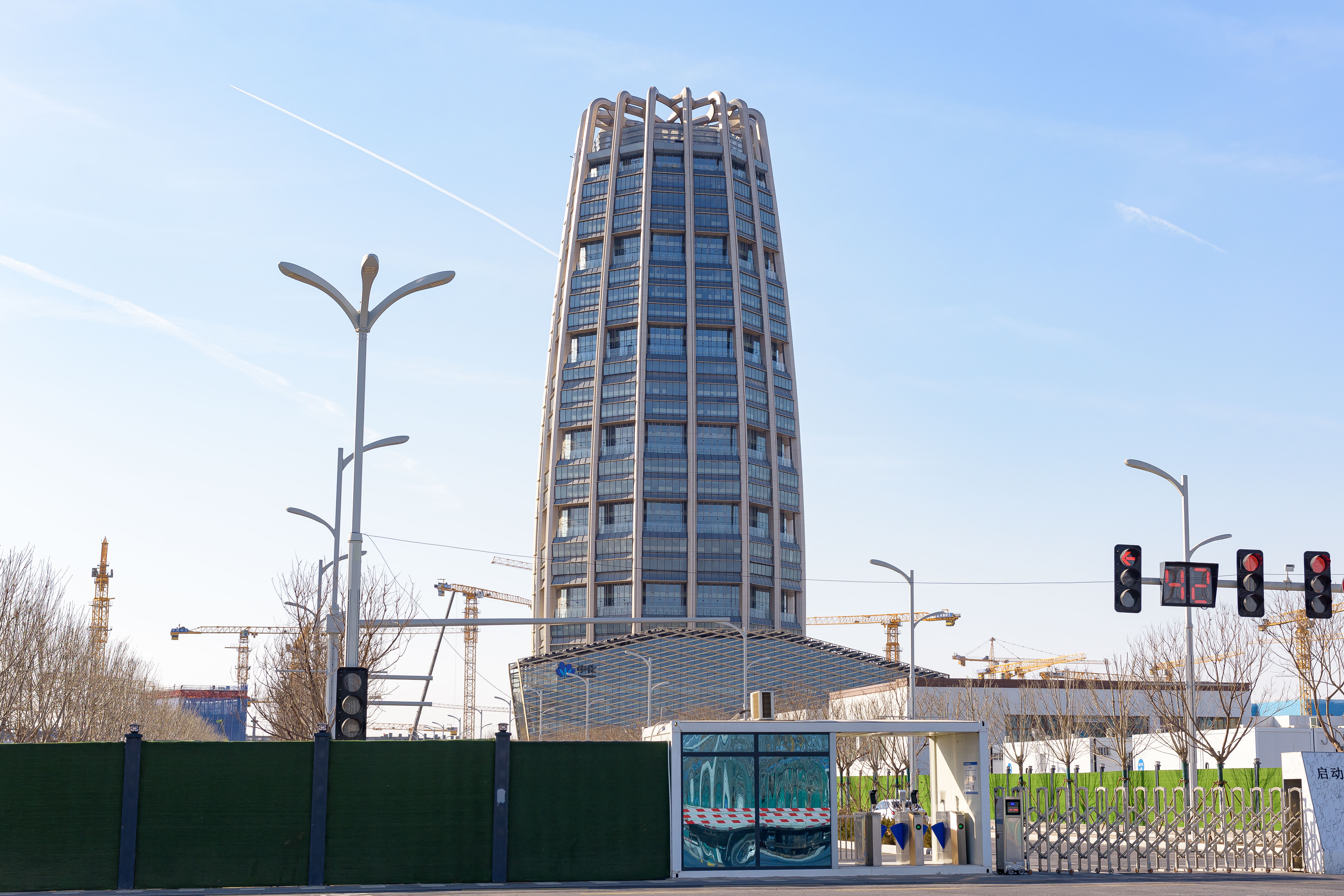
雄安中化大厦

《河北雄安新区条例》确定雄安新区重点承接的北京非首都功能疏解的8个类型，分别为：
1. 在京高等学校及其分校、分院、研究生院，事业单位；
2. 国家级科研院所，国家实验室、国家重点实验室、工程研究中心等创新平台、创新中心；
3. 高端医疗机构及其分院、研究中心；
4. 软件和信息服务、设计、创意、咨询等领域的优势企业，以及现代物流、电子商务等企业总部；
5. 银行、保险、证券等金融机构总部及其分支机构；
6. 新一代信息技术、生物医药和生命健康、节能环保、高端新材料等领域的中央管理企业，以及创新型民营企业、高成长性科技企业；
7. 符合雄安新区产业发展方向的其他大型国有企业总部及其分支机构；
8. 国家确定的其他疏解事项。[78]

雄安新区定位为北京非首都功能疏解集中承载地，已承接疏解中央企业4家，位列中国各城市中央企业数量第三名（第一名为北京、第二名为上海）。
- 中国星网[79]，2021年4月22日在雄安新区注册，总部大楼2024年10月14日启用[80]。
- 中国中化[81]，2021年5月6日在雄安新区注册，正在建设总部大楼。
- 中国矿产资源集团，2022年7月19日在雄安新区注册，正在建设总部大楼。
- 中国华能，2024年1月在雄安新区注册，正在建设总部大楼。

已承接疏解大学4所，分别为中国地质大学（北京）、北京林业大学、北京交通大学、北京科技大学。

## 地理

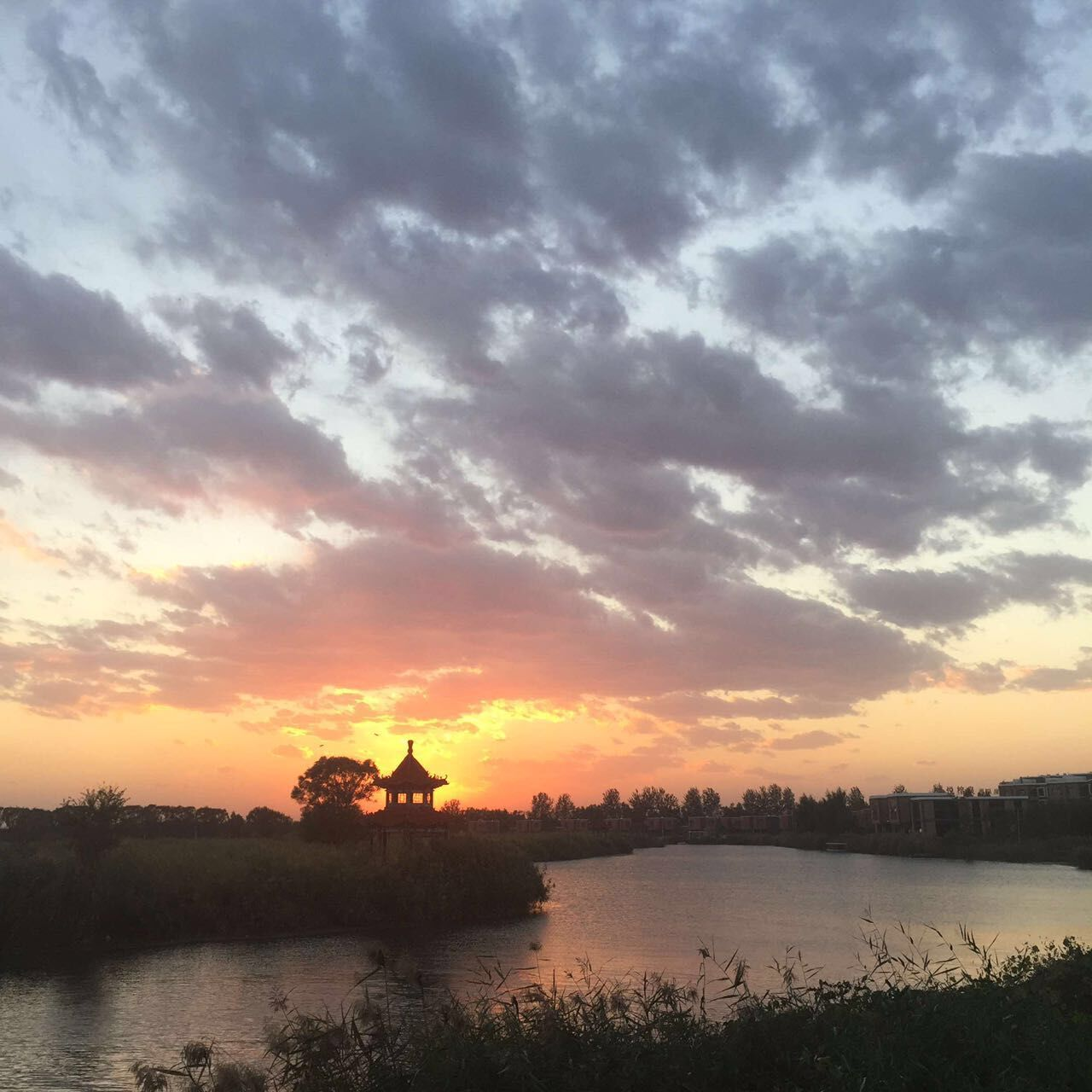
雄安新区内的白洋淀晚霞

### 范围地形
雄安新区位于太行山东麓冲积平原前缘地带—华北平原，地处北京、天津、保定腹地，交通便捷、环境优良、资源环境承载能力较强。雄安新区距北京、天津均为105公里，距保定30公里，距石家庄155公里。地理坐标北纬38°43′~39°10′，东经115°38′~116°20′，面积约1770平方千米。地势由西北向东南逐渐降低，地面高程多在5~26米，地面坡降小于2‰。雄安新区的城轴线西延太行山，东指向渤海，东西轴线串联起城市组团，根据规划将建成现代便捷的公共服务设施和创新场馆；北望潭柘寺、定都峰，南经大溵古淀。在南北城轴线上，有序布局了历史文化生态设施。

### 水文
雄安新区位于海河流域大清河水系，有着华北第一大淡水湖——白洋淀，由140多个大小不等的淀泊组成，百亩以上的大淀99个，总面积366平方千米，其中有312平方千米分布于安新县境内。主要河流（渠）有潴龙河、孝义河、唐河、清水河、府河、漕河、萍河、瀑河、白沟河、白沟引河、友谊河、大清河、南拒马河、任文干渠、赵王新河、新盖房分洪道等。河网密度0.12~0.23千米/平方千米。
雄安新区地处南水北调工程中线附近，有引黄入冀补淀等水利工程。

### 气候
暖温带季风型大陆性半湿润半干旱气候，春旱少雨，夏湿多雨，秋凉干燥，冬寒少雪。根据容城县1968~2016年气象资料，多年平均气温12.4℃，极端最高气温41.2℃，极端最低气温为-22.2℃，年日照2298.4小时，年均无霜期204天。多年平均降水量为495.1毫米，极端最大年降水量931.8毫米，极端最小降雨量207.3毫米。多年平均蒸发量为1661.1毫米。

## 自然资源

### 矿藏资源

#### 地热
雄安新区地热流体总储存量377亿立方米，其中容城地热田30亿立方米、牛驼镇地热田125亿立方米、高阳地热田222亿立方米。在采灌均衡条件下，地热流体可采量为4亿立方米/年。地热流体年可开采热量10104万GJ，其中馆陶组热储2222万GJ/年，蓟县系热储7742万GJ/年，其它热储140万GJ/年。全区浅层地热能赋存条件较好，地源热泵换热总功率夏季983万千瓦，冬季552万千瓦，总换热能力折合标准煤400万吨/年。

#### 地下水
地下水资源主要赋存于第四系和新近系明化镇组中，浅层地下水总体质量较好，深层地下水质量优良，存在多处富锶矿泉水点，锶、碘、偏硅酸和矿化度均达到国家矿泉水饮用标准。现有2处矿泉水水源地探明可采资源量为1720立方米/日。

#### 油气
雄县境内有油井1266口（包括长停井），年产原油48万吨左右。天然气年产量1800万立方米。

### 生物资源
雄安新区设立以来，加大对白洋淀的生态保护力度，淀内鱼、虾、蟹、贝、莲、藕等水生动植物资源丰富，野生鸟类不断增加。新记录到白眼潜鸭、乌雕、白腹鹞、黄脚三趾鹑、毛腿沙鸡、红嘴蓝鹊等。截至2023年6月，白洋淀野生鸟类种类记录合计达254种，较新区设立之前增加了48种，主要有天鹅、大鸨、苇莺、黑水鸡、白骨顶、苍鹭、斑嘴鸭等，其中，国家一级重点保护鸟类12种，国家二级重点保护鸟类45种，国家“三有”保护和其他级别鸟类197种。

## 人口
根据雄安新区第七次全国人口普查数据，雄安新区常住人口为1205440人，雄县常住人口为478553人，容城县常住人口为273164人，安新县常住人口为453723人。新区境内除汉族外，少数民族有满、回、蒙古、壮、朝鲜等45个。流动人口为187330人。流动人口中，跨省流入人口为59172人，省内流动人口为128158人。
2023年11月1日，雄安新区的户籍代码“133100”启用。未来雄安新区居民身份证件上的地址将统一为“河北雄安新区+所在县或片区”格式；雄安新区登记户籍的新生儿，公民身份证号码也将以“133100”开头，本地原有其他户籍居民身份证号码不变；既有的身份证件在有效期内仍可正常使用，无需换新。

## 教育

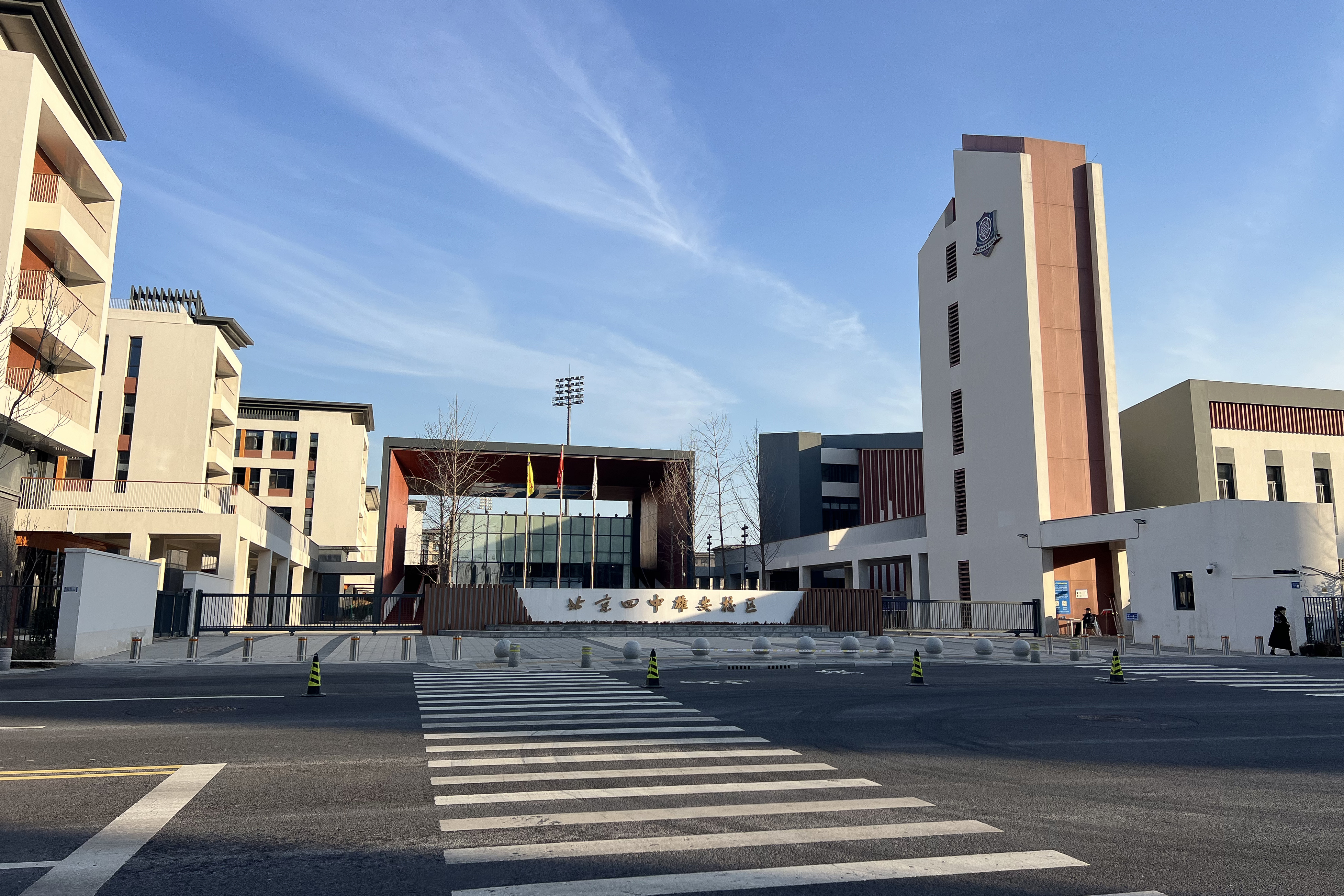
北京四中雄安校区，该校于2023年投入使用，以服务北京非首都功能疏解单位人员子女就读需求

《河北雄安新区规划纲要》提出“引进优质基础教育资源，创新办学模式，创建一批高水平的幼儿园、中小学校，培育建设一批国际学校、国际交流合作示范学校”相关要求，京津冀三地签署多项合作协议，从教育战略规划、重点学校援建项目、干部教师队伍建设、推动学校对口帮扶、强化教育科研力量等方面深度合作。多所学校雄安校区已挂牌成立或正在建设中，包括北京市朝阳区实验小学雄安校区（容城小学）、北京市第八十中学雄安校区（安新第二中学）、北京市六一幼儿院雄安院区（雄县幼儿园）、北京市海淀区中关村第三小学雄安校区（雄县第二小学）、清华附中雄安校区（雄县第三高级中学）、石家庄二中雄安校区（河北安新中学）、河北师范大学附属小学雄安校区（雄县昝东小学）、中央民族大学附属中学雄安校区（河北容城中学、容城镇第一中学）、中国人民大学附属小学雄安校区（容城县沟西小学）、北海幼儿园雄安校区、史家胡同小学雄安校区、北京四中雄安校区；
首批4所到雄安建立新校区的北京高校：北京科技大学、北京交通大学、中国地质大学（北京）和北京林业大学；以及中国科学院雄安创新研究院、中国科学院大学雄安学院。
容东片区新建十余所“容和”学校，包括容和悦容小学、佳泰幼儿园、德辉学校、红杰初级中学、乐安幼儿园、乐民小学、金源小学、海棠小学、悦容幼儿园、双⽂幼⼉园、北京市第八十中雄安容东校区雄安容和兴贤初级中学、北京市第八十中雄安容东校区雄安容和第一高级中学；容西片区新建容德初级中学、容兴高级中学、临泉小学、和平小学、云溪小学等学校；雄东片区新建雄东第一高级中学、海岳初级中学、爱景小学、望驾小学等学校。

## 人文
2017年5月，雄安新区文物保护与考古工作站揭牌。河北省文物研究所联合中国社会科学院考古所、故宫博物院、中国国家博物馆等单位成立雄安新区联合考古队，对雄安新区进行文物调查和勘察。出土文物4000余件，确认不可移动文物263处，其中包括8座古城遗址（南阳遗址、古贤遗址、城子遗址、雄州古城遗址、安州古城遗址、新安古城遗址、鄚州城遗址和古州城遗址）。

## 交通

### 公路
雄安新区规划构建“四纵三横”区域高速公路网，其中“四纵”为 京港澳高速、 大广高速、 京雄高速（含 大兴机场北线）、 京德高速，“三横”为 荣乌高速新线、 津雄高速（ 荣乌高速旧线）、 津石高速。
境内现有及规划四条国家高速公路（ 大广高速、 津雄高速（ 荣乌高速旧线）、 津石高速、  京武高速）。
境内现有及规划5条国道（ 106国道、 112国道、 230国道、 336国道、 617国道），12条省道（ 042省道、 043省道、 225省道、 227省道、 322省道、 333省道、 524省道、 601省道、 602省道、 603省道、 604省道、 605省道、 606省道），以及城市道路、对外骨干道路等。

### 地面公交

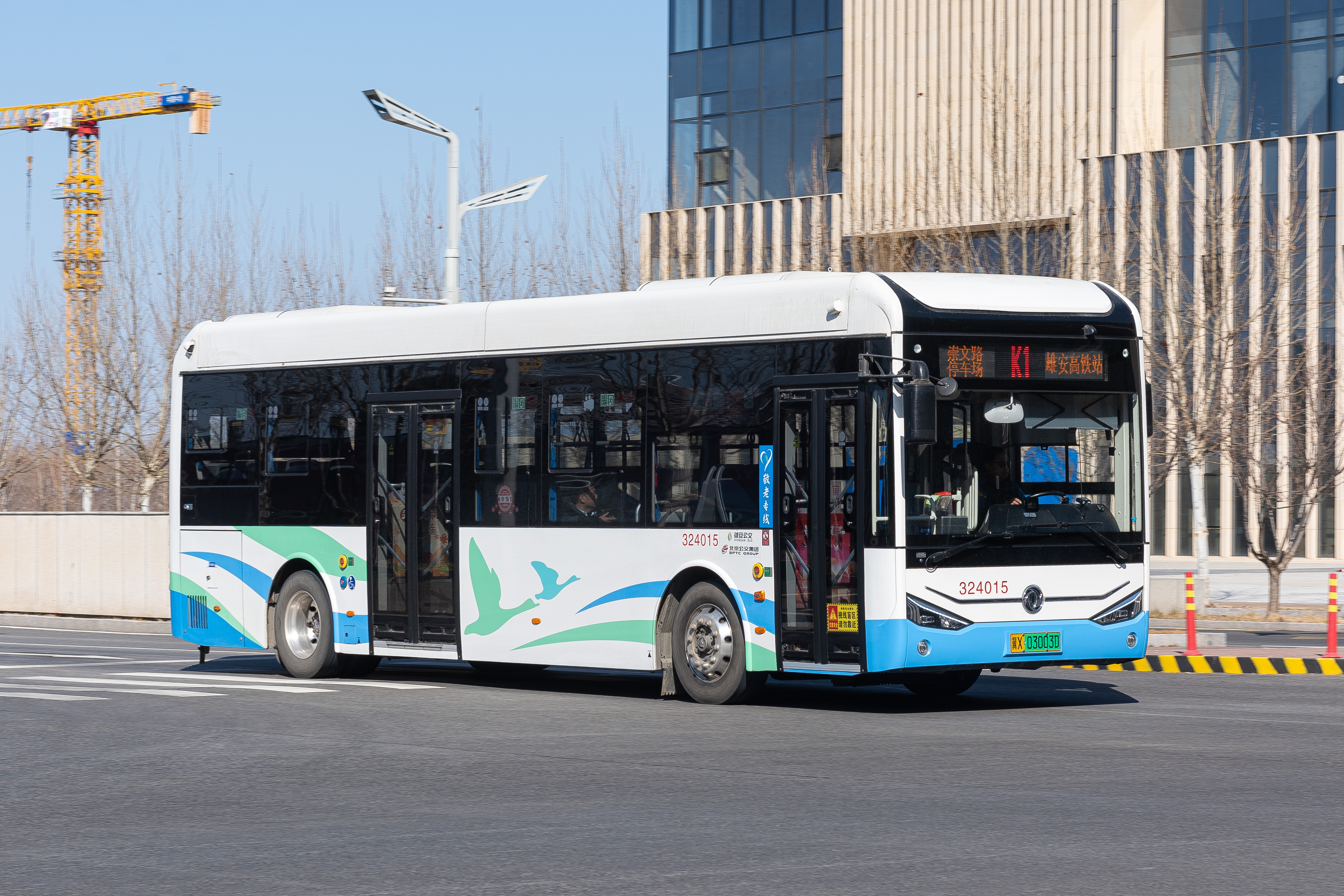
由中国雄安集团交通有限公司运营的雄安公交，留意其车牌发牌机关代号为2023年启用的雄安专属号段“冀X”

2020年10月16日，北京公共交通控股（集团）有限公司、中国雄安集团交通有限公司、河北保定交通运输集团有限公司、中交雄安城市建设发展有限公司组成的联合体中标雄安站定点班车运营服务（包括雄安站-容城、雄安站-雄县两条定点班车线路），这两条线路2020年12月27日随雄安站一同投入运营，车辆及驾驶员均来自北京公交集团，此后雄安当地的公交车辆驾驶员在经北京公交司机培训后也开始值乘雄安公交线路。
2021年6月16日，雄安新区容城组团（容城、容东、容西）公交特许经营项目由中国雄安集团交通有限公司、北京公共交通控股（集团）有限公司、河北保定交通运输集团有限公司联合体中标，2021年7月1日在容城组团内部先期开通两条线路，初期同样采用北京公交集团支援车辆，2022年开始使用雄安公交自购车辆。
安新县和雄县亦有各自的公共交通系统，关于跨组团公共交通线路的规划亦处于编制之中。

### 轨道交通
雄安轨道交通R1线将与北京地铁大兴机场线贯通运营。R1线预计不早于2025年底完工。

### 铁路

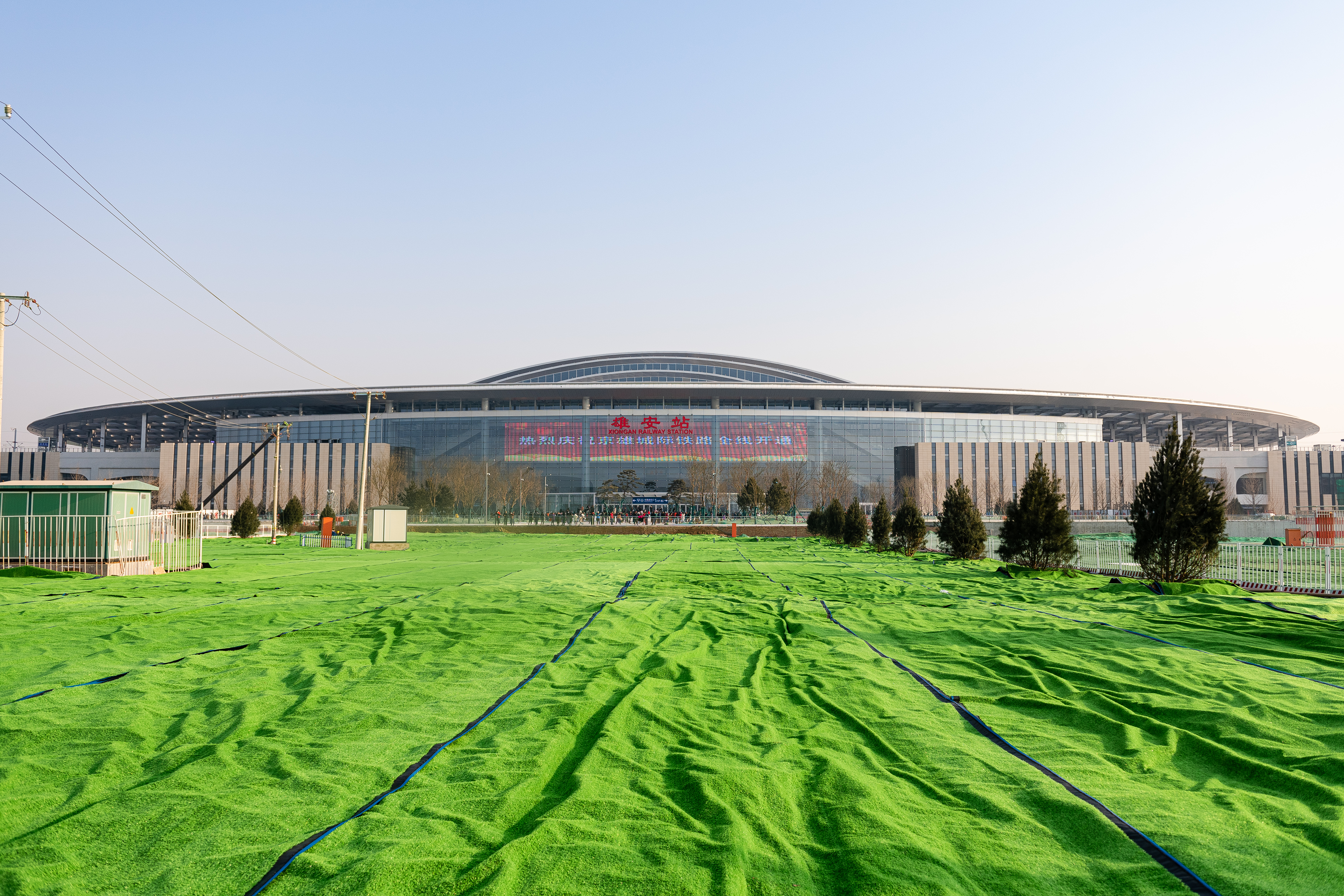
2020年12月27日投入使用的雄安站

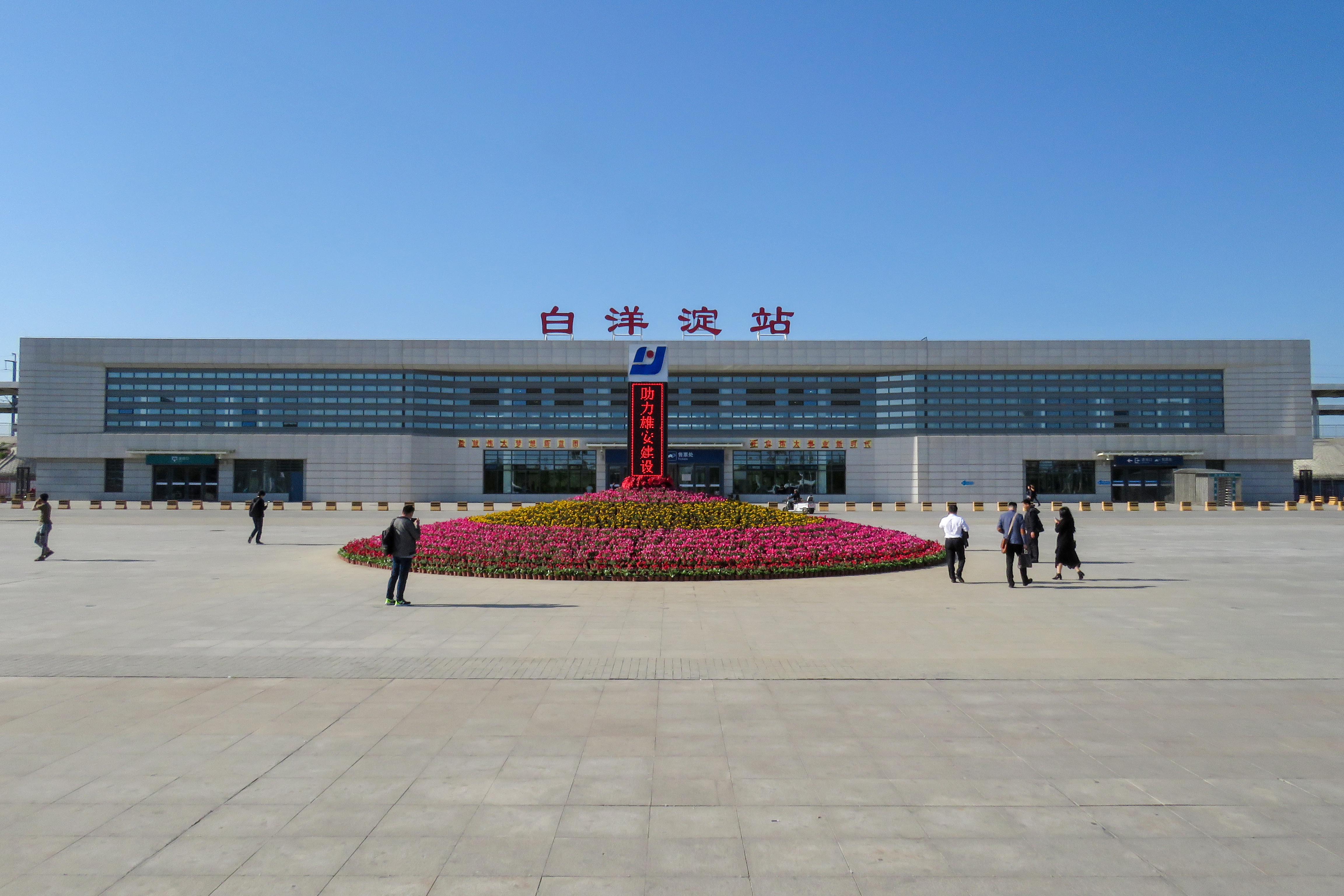
津保铁路白洋淀站

雄安新区现有津保铁路的两个车站白沟站、白洋淀站，规划构建“四纵两横”区域高速铁路交通网络（其中“四纵”为京广高铁、京港高鐵京雄－雄商段、京雄－石雄城际、新区至北京新机场快线，“两横”为津保铁路、津雄城际－京昆高铁忻雄段），形成“两主两辅”枢纽格局（“两主”为高铁站雄安站、城际站雄安西站，“两辅”为白洋淀站、白沟站）。
2017年7月6日起，北京南站开行两对往保定站方向的动车组列车，经停霸州西、白沟、白洋淀、徐水等站。列车开行后，加强了雄安新区与北京的铁路通行便利。京雄城际铁路和雄安站于2020年12月27日投入使用。雄安站是京雄城际铁路线上规模最大的新建车站，国铁站场规模11台19线，总建筑面积47.52万平方米，几乎相当于66个足球场。其设计呼应了雄安新区的水文化，站房整体造型犹如滴落的露珠，颜色使用蓝色渐变色，寓意“清泉源头，风吹涟漪”。未来，京雄、京港台、津雄铁路等多条轨道交通和地面公交、出租车等将在这里实现立体换乘。。

### 航空
雄安新区附近机场有北京大兴国际机场、天津滨海国际机场、石家庄正定国际机场等，通过高速公路、高铁等网络连接。
2018年11月，中国民用航空局运输司拟批准筹建中国南方航空雄安航空有限公司，以北京大兴国际机场为基地机场，与中国南方航空股份有限公司统一运营。待中国南方航空股份有限公司整体迁至北京大兴国际机场四年过渡期满后，中国南方航空股份有限公司北京分公司将注入中国南方航空雄安航空有限公司，同时中国南方航空股份有限公司北京分公司将予以注销。

## 影响和评价

### 考察与合作

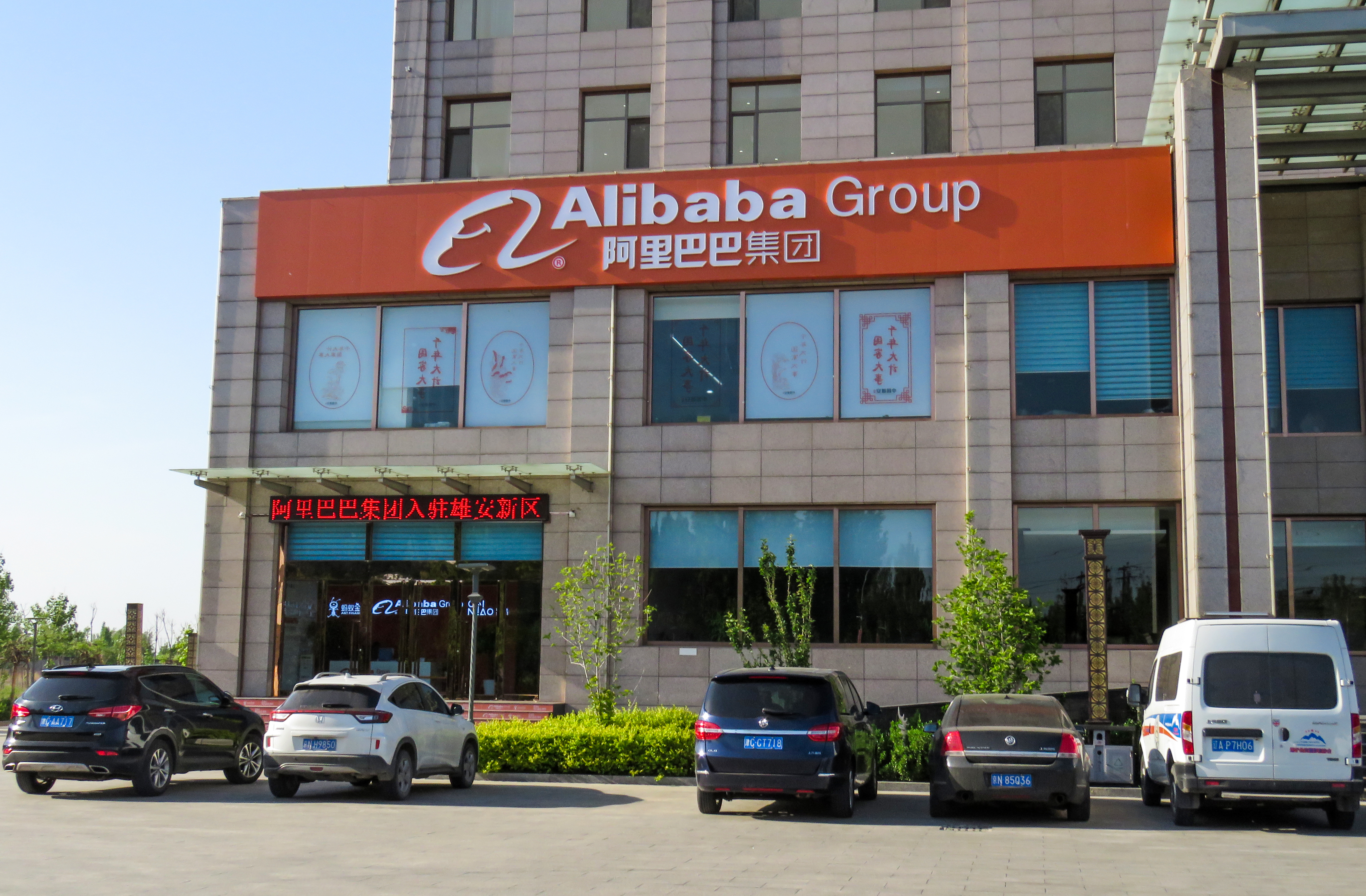
阿里巴巴集团于新区内设立的办公室

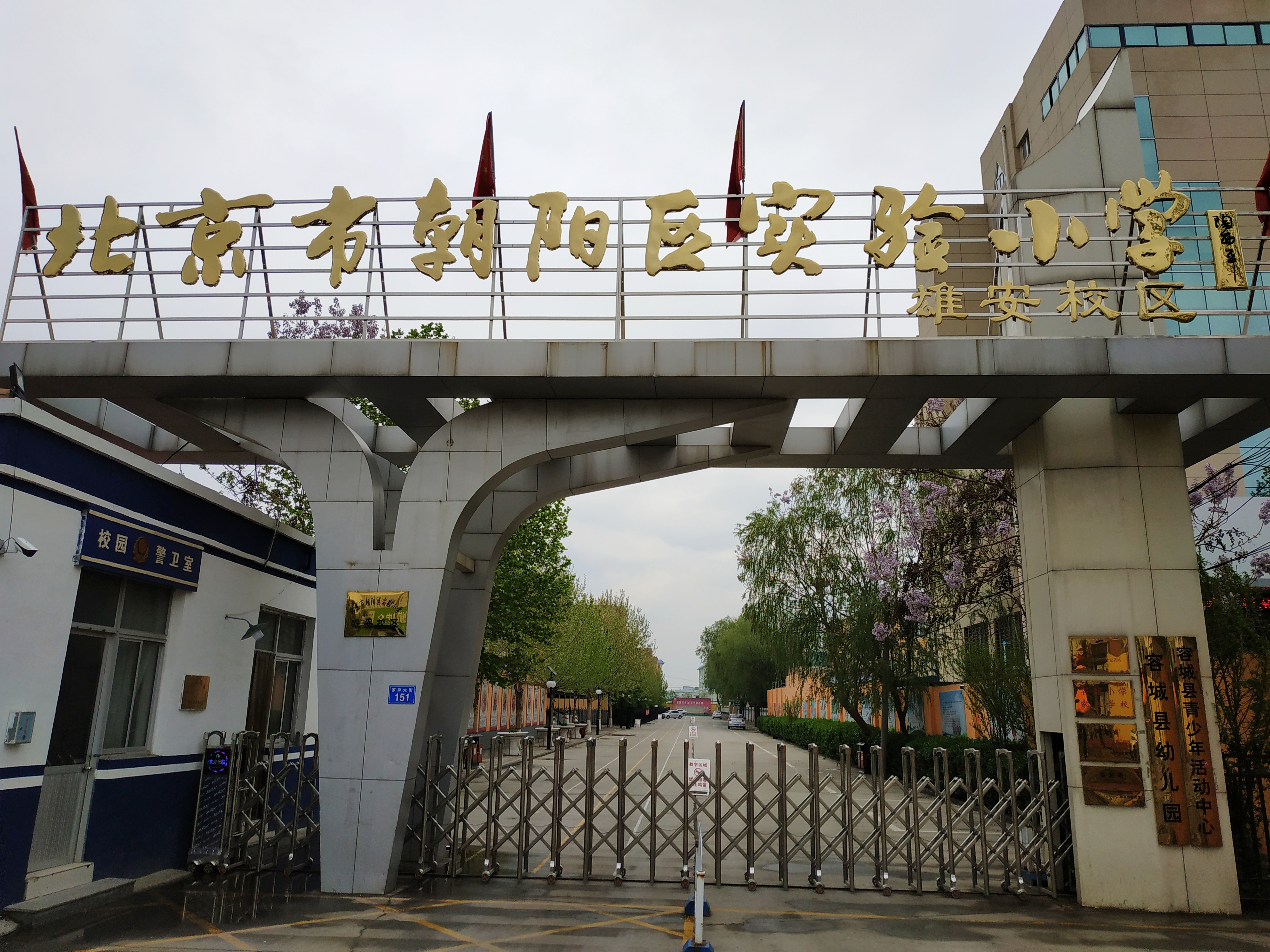
北京市朝阳区实验小学在新区设立的校区

2017年5月11日下午，北京大学党委书记郝平率团访问河北。河北省委书记、省人大常委会主任赵克志，省委副书记、省长许勤会见了郝平一行，双方就加强校省战略合作进行了充分交流，并达成五点共识。其中，北大光华将在雄安建立分院。围绕建设雄安，北大与河北计划在五个方面开展合作：首先是发挥北大医疗资源优势，在雄安新区建立学科齐全，集科学研究、人才培养、医疗服务于一体的一流医学中心；并计划在雄安新区建立北京大学光华管理学院高端培训中心；北京大学经济学院与国家有关部门合作建立PPP（政府和社会资本合作）中心，重点服务雄安新区建设；同时，在教育部统一部署下，北大将与兄弟高校一道，支持雄安新区高等教育发展；北大也承诺为河北发展和雄安新区规划建设输送更多的北大毕业生。
5月23日晚，中央国家机关住房资金管理中心发布《关于贯彻落实“放管服”改革精神做好住房公积金缴存有关工作的通知》，通知公布了住房公积金缴存服务八项新措施，为中央在京津冀协同发展、城乡发展一体化、就业创业、创新创造、国有资产管理等领域出台了一系列全面深化改革的政策举措提供配套服务。

### 各方评论
中國政府對雄安新區相當重視，中国媒体更将它与深圳经济特区和上海浦东新区相提并论，稱其為“首都副中心”，並有评论称“80年代看深圳，90年代看浦东，21世纪看雄安”。其起步区面积约为100平方公里，中期发展区面积约为200平方公里，而远期控制区的面积则达到了2000平方公里，略大于深圳。
2017年4月，中共中央政治局常委、国务院副总理、京津冀协同发展领导小组组长张高丽就设立雄安新区接受新华社记者采访时表示：“这项工作是在习近平总书记亲自谋划、亲自决策下推进的，倾注了习近平总书记大量心血，充分体现了习近平总书记强烈的使命担当、深远的战略眼光和高超的政治智慧。……在雄安新区前期谋划、研究论证、批准设立的每一个阶段，习近平总书记都主持召开重要会议研究部署，作出重要指示批示，亲自交代每一项任务。”
2018年5月28日，中国外交部举办了以“新时代的中国：雄安 探索人类发展的未来之城”为主题的第十三场省区市全球推介活动，外交部长王毅表示：“雄安新区代表了中国的未来，引领了世界的潮流，也预示了人类未来的发展方向。设立雄安新区是中国深化改革的重大决策，大量符合未来发展方向的改革创新举措将在雄安先行先试，为解决大城市病提供‘中国方案’，争取走出一条可复制、可推广的新路子。”
中国环保部环境规划院副院长兼总工王金南在2017年4月23日举行的第六期钱学森论坛上表示，新区所在的白洋淀流域不仅水资源严重短缺，而且入淀河流的水污染非常严重。雄安新区的大气环境污染也十分严重。他认为环境问题是雄安新区发展所面临的最大挑战。
参与雄安新区规划设计的专家、清华大学建筑学院教授尹稚在2018年8月举办的“清华大学雄安新区规划建设发展高峰论坛”上表示，跟当年的浦东深圳这些大型新城新区来比，雄安新区出台时，中国经济处于困难期，选址也有很多不利条件，不在已有的国家级大型交通网络的节点上，而且地势低洼，比常年洪水位低8到9米，需要大量的工程处理，白洋淀的水质是劣五类和劣四类，需要提升净化。
中国科学院院士、地理学家陆大道撰文指出，雄安新区的选址不符合中国经济要素“自西向东”的宏观流向，难以吸引有利于产业发展的要素集聚，雄安新区发展的“母城”北京经济要素和技术创新要素迁到雄安的趋势不明显。且河北省不像多数省市那样具有一两个经济实力很强的特大城市引领全省经济的发展。京津冀现有的中关村国家自主创新示范区、亦庄开发区、天津经济技术开发区、滨海新区等发展条件明显要更加优越。
被誉为“新加坡规划之父”的新加坡规划师刘太格提出，雄安新区人口规模至少要达到1500万，目前规划中的500万人口显得不足。雄安毗邻的北京、天津人口规模庞大，雄安要具备足够的人口规模才有竞争力。

### 其他影响
雄安新区的设立对中国大陸股市和房价造成了很大的影响。许多与河北相关的股票都一路暴涨甚至涨停。当地的房价更是波动极大，雄安新区设立前每平方米的价格为五六千元左右，但设立后两三万一平米都开始出现，低于两万的价格已经成为不可能，对此，当地政府关闭了70余个售楼处并逮捕了7人。

## 外部連結
- 中国雄安（雄安新区门户网站） （页面存档备份，存于）
- 王新慧.  (PDF). 武汉市交通发展战略研究院.   [2018-05-05]. （原始内容存档 (PDF)于2020-12-17）.
- . 央视网. 焦点访谈-CCTV-13. 2017-05-02  [2017-05-02]. （原始内容存档于2017-05-05）.